# Méline Gerard
Méline Orlane Christine Gérard (30 de maio de 1990) é uma futebolista profissional francesa que atua como goleira.

## Carreira
Meline Gerard fez parte do elenco da Seleção Francesa de Futebol Feminino, nas Olimpíadas de 2016.